# Gimnàstica als Jocs Olímpics d'estiu de 1984
Als Jocs Olímpics d'Estiu de 1984 celebrats a la ciutat de Los Angeles (Estats Units d'Amèrica) es disputaren 15 proves de gimnàstica, sent la primera vegada que s'incorporà al programa olímic la gimnàstica rítmica. En gimnàstica artística es realitzaren vuit proves en categoria masculina i sis en categoria femenina, i en gimnàstica rítima una en categoria femenina.
La competició es dugué a terme entre els dies 29 de juliol i 5 d'agost de 1984 al Pauley Pavilion de la Universitat de Califòrnia, Los Angeles. Hi participaren 136 gimnastes, 71 homes i 65 dones, de 19 comitès nacionals diferents.

## Resum de medalles

### Gimnàstica artística

#### Categoria masculina
| Prova                              | Or | Argent                                                                              | Bronze |
| Concurs complet individual Detalls | Koji Gushiken                                                                                               | Peter Vidmar                                                                        | Li Ning |
| Concurs complet per equips Detalls | Estats UnitsPeter Vidmar · Bart Conner · Mitchell Gaylord · Timothy Daggett · James Hartung · Scott Johnson | R.P. de la XinaLi Ning · Tong Fei · Xu Zhiqiang · Lou Yun · Li Xiaobing · Li Yuejiu | JapóKoji Gushiken · Nobuyuki Kajitani · Noritoshi Hirata · Shinji Morisue · Koji Sotomura · Kyoji Yamawaki |
| Exercici de terra Detalls          | Li Ning | Lou Yun                                                                             | Koji Sotomura                                                                                              |
| Exercici de terra Detalls          | Li Ning | Lou Yun                                                                             | Philippe Vatuone                                                                                           |
| Barra fixa Detalls                 | Shinji Morisue                                                                                              | Tong Fei                                                                            | Koji Gushiken                                                                                              |
| Barres paral·leles Detalls         | Bart Conner                                                                                                 | Kajitani Nobuyuki                                                                   | Mitchell Gaylord                                                                                           |
| Cavall amb arcs Detalls            | Li Ning | No es concedí                                                                       | Timothy Daggett                                                                                            |
| Cavall amb arcs Detalls            | Peter Vidmar                                                                                                | No es concedí                                                                       | Timothy Daggett                                                                                            |
| Anelles Detalls                    | Koji Gushiken                                                                                               | No es concedí                                                                       | Mitchell Gaylord                                                                                           |
| Anelles Detalls                    | Li Ning | No es concedí                                                                       | Mitchell Gaylord                                                                                           |
| Salt sobre cavall Detalls          | Lou Yun | Mitchell Gaylord                                                                    | No es concedí                                                                                              |
| Salt sobre cavall Detalls          | Lou Yun | Koji Gushiken                                                                       | No es concedí                                                                                              |
| Salt sobre cavall Detalls          | Lou Yun | Shinji Morisue                                                                      | No es concedí                                                                                              |
| Salt sobre cavall Detalls          | Lou Yun | Li Ning                                                                             | No es concedí                                                                                              |

#### Categoria femenina
| Prova                              | Or | Argent | Bronze                                                                                    |
| Concurs complet individual Detalls | Mary Lou Retton                                                                                              | Ecaterina Szabo | Simona Pauca                                                                              |
| Concurs complet per equips Detalls | RomaniaEcaterina Szabo · Laura Cutina · Simona Pauca · Cristina Grigoras · Mihaela Stanulet · Lavinia Agache | Estats UnitsMary Lou Retton · Julianne McNamara · Kathy Johnson · Michelle Dusserre · Tracee Talavera · Pamela Bileck | R.P. de la XinaMa Yanhong · Wu Jiani · Chen Yongyan · Zhou Ping · Zhou Qiurui · Huang Qun |
| Exercici de terra Detalls          | Ecaterina Szabo                                                                                              | Julianne McNamara | Mary Lou Retton                                                                           |
| Barra d'equilibris Detalls         | Simona Pauca                                                                                                 | No es concedí | Kathy Johnson                                                                             |
| Barra d'equilibris Detalls         | Ecaterina Szabo                                                                                              | No es concedí | Kathy Johnson                                                                             |
| Barres asimètriques Detalls        | Ma Yanhong                                                                                                   | No es concedí | Mary Lou Retton                                                                           |
| Barres asimètriques Detalls        | Julianne McNamara                                                                                            | No es concedí | Mary Lou Retton                                                                           |
| Salt sobre cavall Detalls          | Ecaterina Szabo                                                                                              | Mary Lou Retton | Lavinia Agache                                                                            |

### Gimnàstica rítmica
| Prova                              | Or        | Argent            | Bronze       |
| Concurs complet individual Detalls | Lori Fung | Doina Staiculescu | Regina Weber |

## Medaller
| Posició | País            | Or | Argent | Bronze | Total |
| 1       | Estats Units    | 5  | 5      | 6      | 16    |
| 2       | R.P. de la Xina | 5  | 4      | 2      | 11    |
| 3       | Romania         | 5  | 2      | 2      | 9     |
| 4       | Japó            | 3  | 3      | 3      | 9     |
| 5       | Canadà          | 1  | 0      | 0      | 1     |
| 6       | França          | 0  | 0      | 1      | 1     |
| 6       | RFA             | 0  | 0      | 1      | 1     |